# Ptilocera continua
Ptilocera continua är en tvåvingeart som beskrevs av Walker 1851. Ptilocera continua ingår i släktet Ptilocera och familjen vapenflugor. Inga underarter finns listade i Catalogue of Life.